# Etra

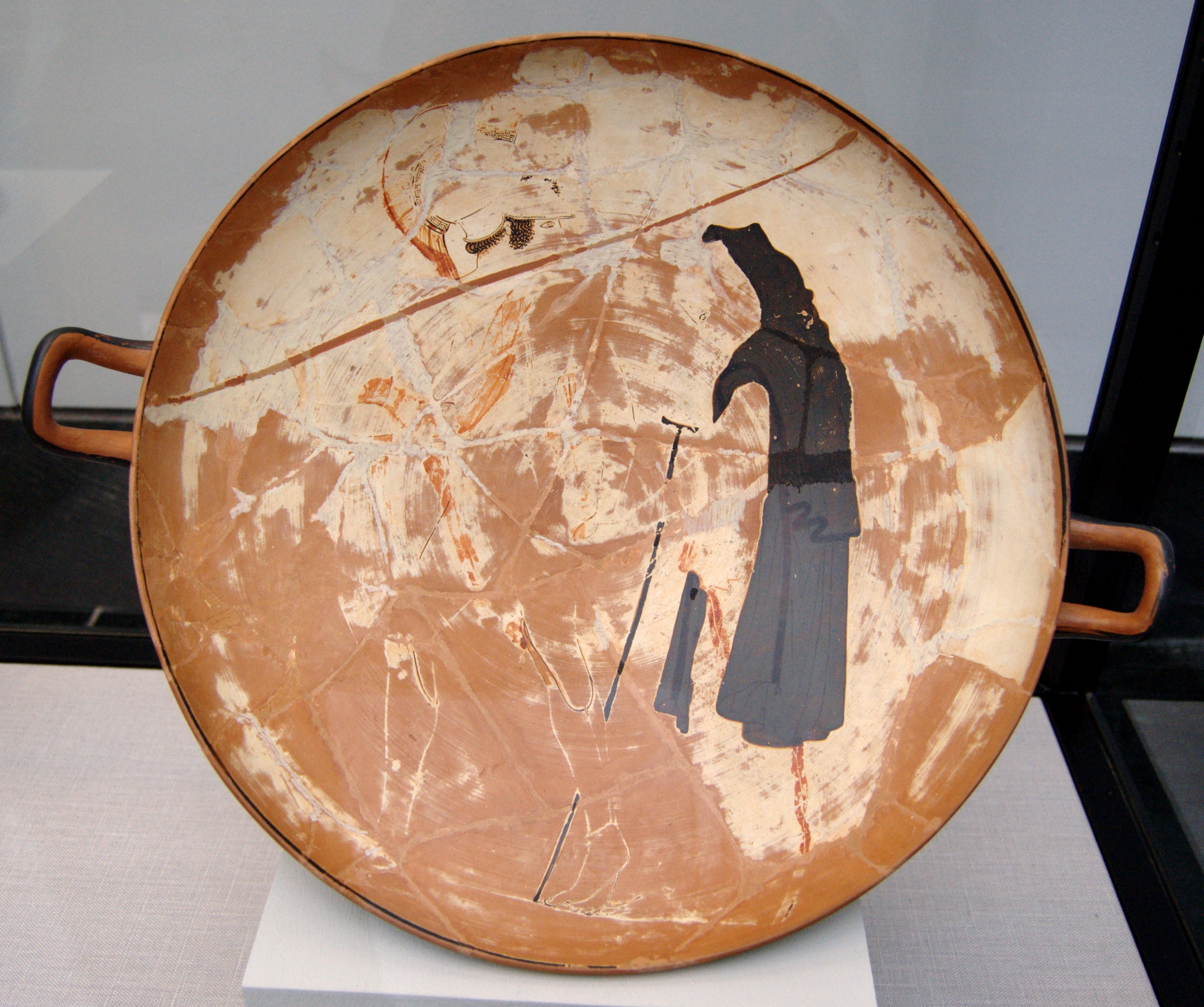
Demofont alliberant a Etra. Cílix àtic de fons blanc, c. 470–460 ae

Etra (grec antic Αἴθρα [ǎi̯tʰra], 'cel lluminós'), en la mitologia grega, pot referir-se a dos personatges: la mare de Teseu o una de les Oceànides, filla d'Oceà i Tetis.

## Mare de Teseu

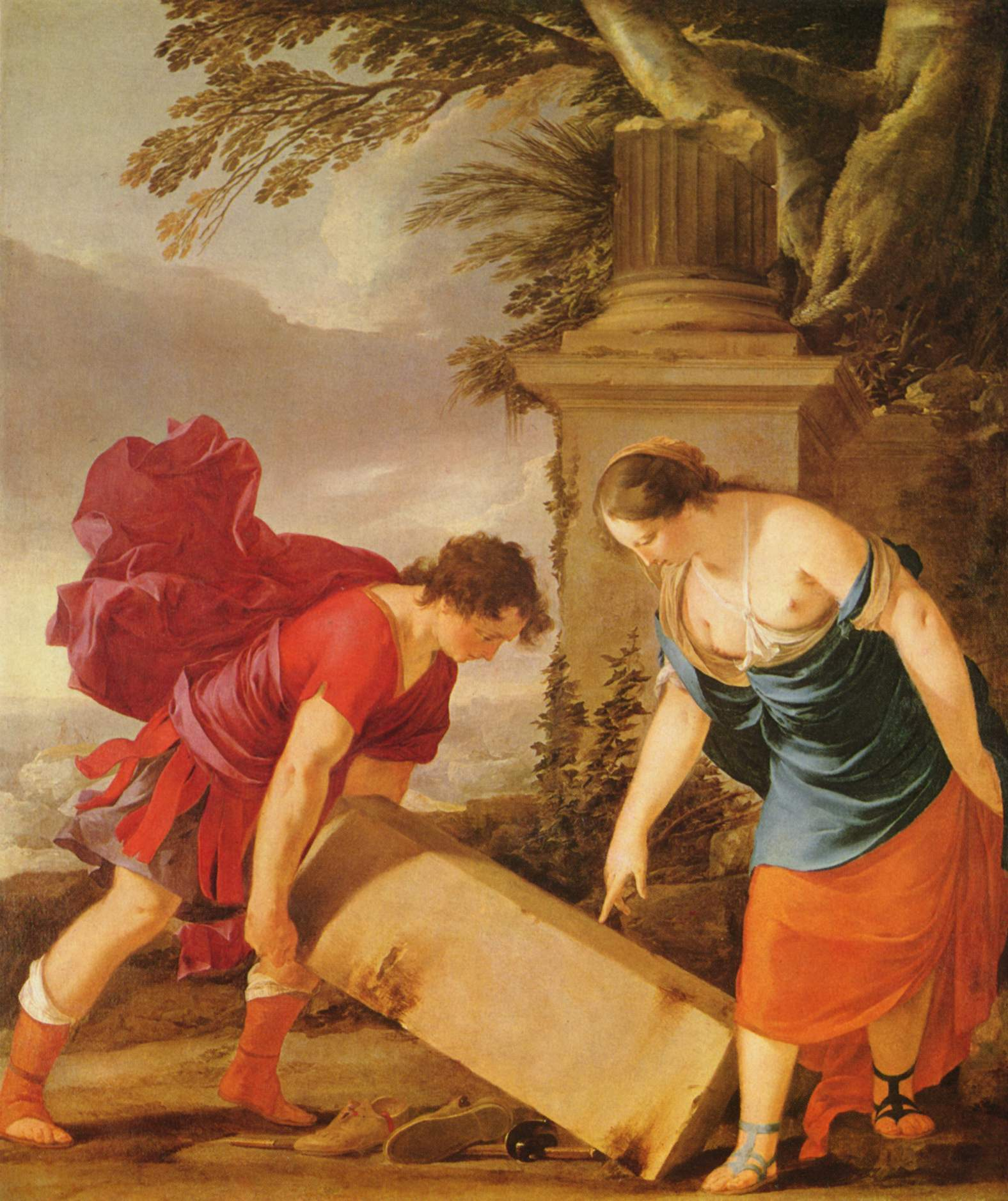
Teseu i Etra, Laurent de la Hyre, c. 1635–40. Museu de Belles Arts, Budapest

Etra era filla de Piteu, rei de Trezè. Bel·lerofont la demanà en matrimoni, però el desterraren a Cària abans que se'n celebraren les noces.
Fou mare de Teseu amb Egeu, rei d'Atenes. En la nit en què es quedà embarassada, es creia que també Posidó havia estat amb ella. El déu la sorprengué a l'illa de Poros, on havia anat, a causa d'un somni, amb el propòsit d'oferir un sacrifici sobre la tomba d'Esfer. Etra dedicà per això a l'illa un temple a Atena Apatúria (falsa) i anomenà l'illa Hiera en lloc d'Esfèria, i introduí entre les donzelles de Trozen el costum de dedicar les seves faixes a Atena Apatúria en el dia del seu matrimoni. Segons Plutarc, Piteu difongué aquesta versió perquè Teseu fos considerat fill de Posidó, que era molt reverenciat a la seua terra. Egeu tornà a Atenes i Etra crià el seu fill a Trozen. Quan el xic complí setze anys, li explicà la història del seu naixement i el dugué a la roca sota la qual Egeu havia ocultat les sandàlies i l'espasa.
Després de raptar Hèlena, Teseu la posà a cura d'Etra. Els Dioscurs (Càstor i Pòlux) rescataren la seua germana i tornaren a Esparta amb Etra com a esclava. Més tard, Hèlena marxa a Troia acompanyada per Etra. Al palau de Príam, Etra cuida de Múnit, fill del seu net Acamant i Laòdice. Després de la caiguda de Troia arribà al campament dels grecs, on va ser reconeguda pels seus nets. Demofont, un d'ells, demana a Agamèmnon que l'allibere. Agamèmnon envià per a això un missatger a Hèlena demanant-li que renunciara a Etra. Hèlena hi accedeix i Etra torna a ser lliure.
Segons Higí, més tard Etra se suïcidà per la pena per la mort del seu fill.
La figura d'Etra apareix en diferents manifestacions artístiques a partir del s. VI aC. La història de la seua captivitat a mans d'Hèlena es representà en el cofre de Cípsel i en una pintura de Polignot a Delfos.

## Oceànide
Etra és una oceànide, filla d'Oceà i Tetis. Alguns autors (Ovidi i Higí entre ells) la fan mare de les Híades i Hiàmpolis, fills d'Atles.